# František Zvoníček
František Zvoníček (2. července 1891 – 1969) byl československý politik a meziválečný poslanec Národního shromáždění za Národní obec fašistickou.

## Biografie
Podle údajů z roku 1935 bydlel v Nedomicích.
V roce 1937 stanul v čele satelitní politické formace nazvané Národní zemědělská strana rolníků, malorolníků, domkářů, zaměstnanců půdy a mlynářů, kterou založila Národní obec fašistická za účelem posílení vlivu na českém venkově. 14. září 1938, v době vrcholící mezinárodní krize a hrozící války mezi Československem a Německem Zvoníček vedl delegaci Národní obce fašistické do kanceláře prezidenta republiky, kde požadoval oficiální zmocnění pro navázání kontaktů s italskou vládou a Benitem Mussolinim.
Za fašisty se v parlamentních volbách v roce 1935 stal poslancem Národního shromáždění. Poslanecké křeslo si oficiálně podržel do zrušení parlamentu roku 1939, přičemž v prosinci 1938 ještě přestoupil do poslaneckého klubu nově ustavené Strany národní jednoty.